# استفتاء الجمهورية الأسترالية عام 1999
كان استفتاء الجمهورية الأسترالية الذي أجري في 6 نوفمبر 1999 عبارة عن استفتاء من سؤالين لتعديل دستور أستراليا. طرح السؤال الأول ما إذا كان ينبغي أن تصبح أستراليا جمهورية مع رئيس معيّن من قبل البرلمان باتباع نموذج تعيين بموافقة الحزبين الحزب وافق عليه المؤتمر الدستوري نصف المنتخب ونصف المُعيّن الذي عقد في كانبيرا في فبراير 1998. السؤال الثاني، عمومًا، يُعتبر أقل أهمية من الناحية السياسية، يسأل عما إذا كان ينبغي على أستراليا تغيير الدستور لإدخال ديباجة. لعدة سنوات، أشارت استطلاعات الرأي إلى أن غالبية الناخبين يفضلون الجمهورية. ومع ذلك، فقد هُزِم الاستفتاء الجمهوري، ويرجع ذلك جزئيًا إلى الانقسام بين الجمهوريين حول الطريقة المقترحة لاختيار الرئيس والجمهوريين المنشقين الذين دعموا لاحقًا حملة الرفض.

## خلفية
أستراليا هي ملكية دستورية بموجب دستور أستراليا المعتمد عام 1901، مع واجبات الملك التي يؤديها الحاكم العام الذي تختاره الحكومة الأسترالية (على الرغم من تعيينه رسميًا من قبل الملك). استمرت النزعة الجمهورية الأسترالية منذ الحقبة الاستعمارية، رغم أن الملكية ظلت تتمتع بشعبية خلال معظم القرن العشرين. في أوائل التسعينيات، أصبحت الجمهورية قضية سياسية مهمة. أشار رئيس وزراء حزب العمال الأسترالي بول كيتنغ إلى رغبته في التحريض على الجمهورية في الوقت المناسب للاحتفال بالذكرى المئوية لاتحاد أستراليا عام 2001. وقد وعد الائتلاف الوطني الليبرالي المعارض، بقيادة ألكسندر داونر، على الرغم من أنه أقل دعمًا لخطة الجمهورية، بالاجتماع في مؤتمر دستوري لمناقشة هذه المسألة. تحت قيادة جون هوارد، فاز الائتلاف بالانتخابات الفيدرالية لعام 1996 وحدد موعد الاتفاقية في فبراير 1998.
ناقش المؤتمر الدستوري الأسترالي لعام 1998 الحاجة إلى تغيير دستور أستراليا الذي من شأنه إلغاء الملكية الأسترالية. نظرت الاتفاقية في ثلاث فئات من النماذج لاختيار رئيس الدولة في جمهورية أسترالية: الانتخابات المباشرة، والانتخابات البرلمانية بأغلبية خاصة، والتعيين من قبل مجلس خاص بعد ترشيح رئيس الوزراء.
جرى التوصل إلى اتفاق من حيث المبدأ من قبل غالبية المندوبين لجمهورية أسترالية (على الرغم من وجود كتلة أقلية من الملكيين المخالفين). بعد سلسلة من الأصوات، تمت الموافقة على اقتراح نموذج تعيين الحزبين لرئيس لجمهورية أسترالية من قبل غالبية المندوبين الذين صوتوا لصالح أو ضد الاقتراح (امتنع الملكيون وبعض الجمهوريين الراديكاليين عن التصويت). أوصت الاتفاقية رئيس الوزراء والبرلمان الأستراليين بأن يُطرح النموذج والتغييرات الأخرى ذات الصلة بالدستور، التي تدعمها الاتفاقية، على الشعب في استفتاء دستوري عام 1999.

## تقسيم الناخبين
قدمت غالبية التحليلات سببين رئيسيين لفشل الاستفتاء:
أولًا، كان الأستراليون تقليديًا حذرين بشأن التغيير الدستوري المقترح. ابتداءً من عام 1906، وافقوا على ثمانية فقط من 44 اقتراحًا طُرحت للاستفتاء من قبل الأغلبية المزدوجة المطلوبة دستوريًا؛ أي (1) أغلبية في كل الولايات الست ذات الأغلبية، (2) أغلبية على المستوى الوطني. وبكلمات السير روبرت مينزيس، فإن «الحصول على تصويت إيجابي من الشعب الأسترالي على اقتراح الاستفتاء هو شيء مشابه لأعمال هرقل».
ثانيًا، تباين الرأي العام بشكل كبير حول هذه القضية، ولم يكن مجرد رد فعل إيجابي أو سلبي. كانت مجموعات الرأي الرئيسية:
- الملكيون التقليديون الذين تمسكوا بمعتقداتهم إلى حد كبير على الارتباط المبدئي و/ أو العاطفي بالملكية، جزئيًا على أساس الارتباطات التقليدية مع المملكة المتحدة وكومنولث الأمم والهوية الشخصية مع إليزابيث الثانية وعائلتها. كان الكثير منهم أكبر سنًا أو من المناطق الريفية بدلًا من المناطق الحضرية.
- الملكيون البراغماتيون الذين أكدوا أنه، بصرف النظر عن نقاط الضعف المزعومة أو الفعلية للنظام الحالي، كان للنظام الحالي أيضًا العديد من نقاط القوة المزعومة أو الفعلية. كان رأي هذه المجموعة هو أن الملكية الدستورية توفر الأساس لحكومة ديمقراطية مستقرة، بوجود الحاكم العام (الممثل الاسمي للملك) بمثابة حَكَم غير متحيز وغير سياسي للعملية السياسية. لم يثق الكثيرون في الطبقات السياسية الأسترالية واعتقدوا أن توفير السلطات التنفيذية لسياسي محلي سيؤدي إلى رئيس دولة متحيز بشكل غير مرغوب فيه أو عدم الاستقرار أو الديكتاتورية أو احتمال تكرار الأزمة الدستورية الأسترالية لعام 1975.
- الجمهوريين المؤيدين للحد الأدنى من التغيير الذين كانوا يهدفون إلى إزالة الملكية، ولكن بخلاف ذلك، حافظوا على النظام الحالي دون تغيير قدر الإمكان، وبالتالي خلق جمهورية برلمانية. ضمن هذه المجموعة، كانت هناك مجموعة صغيرة من مؤيدي نموذج ماكغارفي ذو الحد الأدنى المتناهي في الصغر، ولكن بشكل عام كان النموذج المفضل لهذه المجموعات هو التعيين بأغلبية الثلثين في جلسة مشتركة للبرلمان.
- الجمهوريون التقدميون الذين أرادوا رئيس دولة منتخب شعبيًا.
- الجمهوريون الراديكاليون الذين رأوا خيار الحد الأدنى من التغيير تجميليًا بحتًا، وأرادوا مراجعة شاملة للنظام الحالي القائم على وستمنستر وربما تنفيذ نظام رئاسي أو شبه رئاسي. كانت هذه بسهولة أصغر مجموعة رئيسية، لكنها كانت بارزة في النقاش.
- ناخبون تكتيكيون اتخذوا وجهة نظر طويلة المدى وصوتوا ضد ميولهم من أجل تجنب المزيد من التغييرات الجذرية في المستقبل. أدرك العديد من الملكيين التقليديين والبراغماتيين وجود ثقل حتمي وصوتوا بنعم للجمهورية المبسطة من أجل تجنب جمهورية أكثر راديكالية. صوّت العديد من الجمهوريين العاطفيين بلا على أمل أن يفوز اقتراح أكثر راديكالية أو شعبوية في استفتاء في المستقبل.
- غير الملتزمين، كما هو الحال في جميع الانتخابات، ظلت نسبة من الناخبين غير مرتبطة بأي من الجانبين. يمكن أن يكون الناخبون المتأرجحون غير الملتزمين قوةً حاسمة في تشكيل نتائج الانتخابات والاستفتاءات، خاصة في البلدان التي يكون التصويت فيها إجباريًا.

### طرق أخرى لاختيار الرئيس
يُنظر إلى عملية التغيير على أنها عامل مهم للنتيجة النهائية للاستفتاء. كانت هناك عدة مقترحات أخرى لاختيار الرئيس:
- الانتخابات:
  - من خلال البرلمان الفيدرالي وحده.
  - من خلال البرلمان الفدرالي وبرلمانات الولايات (كما الحال في الهند).
  - بالتصويت الشعبي (كما الحال في إيرلندا).
- الاختيار:
  - من قبل رئيس الوزراء.
  - من خلال الإجماع بين الحكومة والمعارضة.
  - من خلال مجلس دستوري (المعروف باسم نموذج ماكغرافي).

أعربت مجموعات مختلفة داخل القضية الجمهورية عن وجهات نظرها حول النموذج المفضل. كان البعض ملتزمًا بخيار واحد حصريًا.